# Oosterse dwergooruil
De oosterse dwergooruil (Otus sunia) is een vogelsoort uit de familie van de strigidae (uilen).

## Verspreiding en leefgebied
Deze soort komt voor in Zuid-Azië en telt negen ondersoorten:
- O. s. japonicus: Japan.
- O. s. stictonotus: zuidoostelijk Siberië, noordelijk China en Korea.
- O. s. malayanus: zuidelijk China.
- O. s. sunia: noordelijk Pakistan, noordelijk India, Nepal en Bangladesh.
- O. s. distans: noordelijk en oostelijk Thailand.
- O. s. rufipennis: zuidelijk India.
- O. s. leggei: Sri Lanka.
- O. s. modestus: de Andaman-eilanden.
- O. s. nicobaricus: de Nicobar-eilanden.

## Status
De grootte van de populatie is niet gekwantificeerd maar de soort wordt omschreven als regionaal zeer algemeen. Op de Rode lijst van de IUCN heeft deze soort de status niet bedreigd.